# Tierpark Sassnitz
Koordinaten: 54° 31′ 8″ N, 13° 39′ 14,4″ O
Der Tierpark Sassnitz ist ein Tierpark in der Stadt Sassnitz auf der deutschen Ostseeinsel Rügen. Er ist seit November 2016 sowohl wegen Vogelgrippefällen als auch wegen Baufälligkeit geschlossen und soll nach einem Umbau wiedereröffnet werden. Der Umbau begann am 15. Juli 2019. Nach mehreren Verzögerungen wurde der Tierpark im April 2025 wiedereröffnet.

## Beschreibung

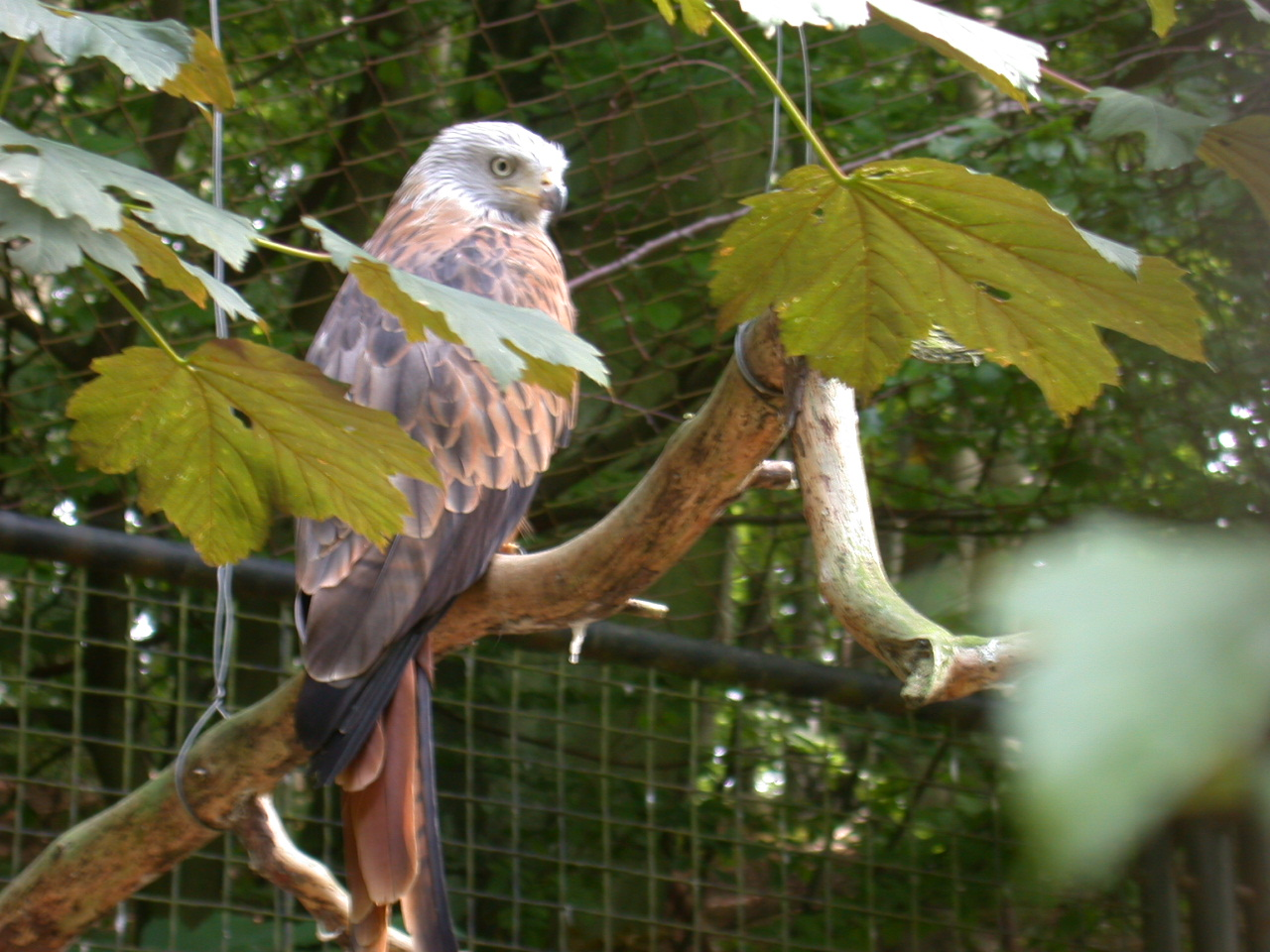
Rotmilan

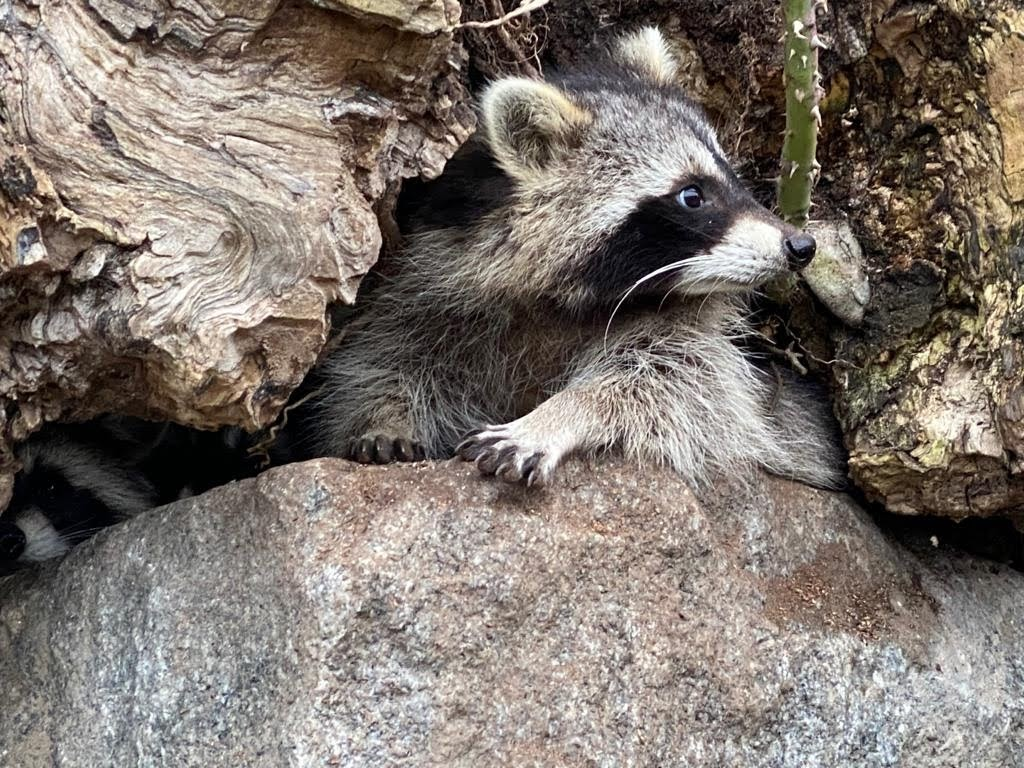
Waschbär

Der Park erstreckt sich auf einer Fläche von 2,5 Hektar am Rande der Stadt Sassnitz. Er wird vom Steinbach durchflossen und grenzt unmittelbar an den Nationalpark Jasmund. Der Sassnitzer Tierpark ist der einzige Park dieser Art auf der größten deutschen Insel. Im Tierpark werden circa 250 Tiere aus 60 Arten gehalten. Überwiegend handelt es sich um einheimische Tierarten, wobei jedoch auch einige Exoten im Park leben.
Neben einem Kiosk, der die gastronomische Versorgung der Besucher gewährleistet, verfügt der Park auch über eine Freilichtbühne, einen Spielplatz und ein Streichelgehege. Ein Lehrpfad informiert über einheimische Tiere und Pflanzen. Im Jahr 2001 wurden 27.000 Besucher gezählt.

## Tierbestand
Gehalten wurden zuletzt unter anderem Adler, Affen, Damwild, Degu, Eichhörnchen, Elster, Ente, Esel, Eulen, Fasan, Forelle, Frettchen, Fuchs, Kaninchen, Luchs, Marder, Meerschweinchen, Nasenbär, Pferd, Schaf, Schneeeule, Uhu, Waldkauz, Wildkatze, Wildschwein, Wolf, Zebrafink und Ziege. Nach dem Umbau sollen Tiere des Nationalparks Jasmund und der näheren Umgebung einziehen.

## Umbau
Im November 2016 wurde am Wassergeflügelteich im Tierpark eine an der Vogelgrippe verendete Graugans entdeckt. Es wurden Schutzmaßnahmen für die Vögel ergriffen und der Park für das Publikum geschlossen. Aufgrund weiterer Vogelgrippefälle in der Umgebung blieb der Park im Gegensatz zu anderen betroffenen Zoos wie dem Tierpark Ueckermünde auch die folgenden Monate geschlossen.
Bereits im Juli 2016 hatte die Stadt den Bereich um das baufällige Eingangsgebäude gesperrt und den Betrieb mit provisorischen Empfangs- und Sanitäreinrichtungen fortgesetzt. Ein mehrere Millionen Euro teures Umbauprojekt wird seit einigen Jahren erwogen, denn viele Gehege im Park entsprechen nicht mehr den Vorgaben der EU. Ziel der Stadt sind der Erhalt des Parks sowie die Einsparung von Unterhaltungskosten.
Seit Anfang 2017 wurden die Parktiere in andere Einrichtungen gebracht und unter Bürgerbeteiligung die Vorarbeiten für den Umbau wie der Abriss von Ställen und die Sicherung von noch brauchbaren Zaunelementen in Angriff genommen.